# Goldberg (municipio)
Para otros usos, véase: Goldberg.
Goldberg es un municipio situado en el distrito de Ludwigslust-Parchim, en el estado federado de Mecklemburgo-Pomerania Occidental (Alemania), a una altitud de 48 metros. Su población a finales de 2016 era de 3591 habs. y su densidad poblacional, 44 hab/km².

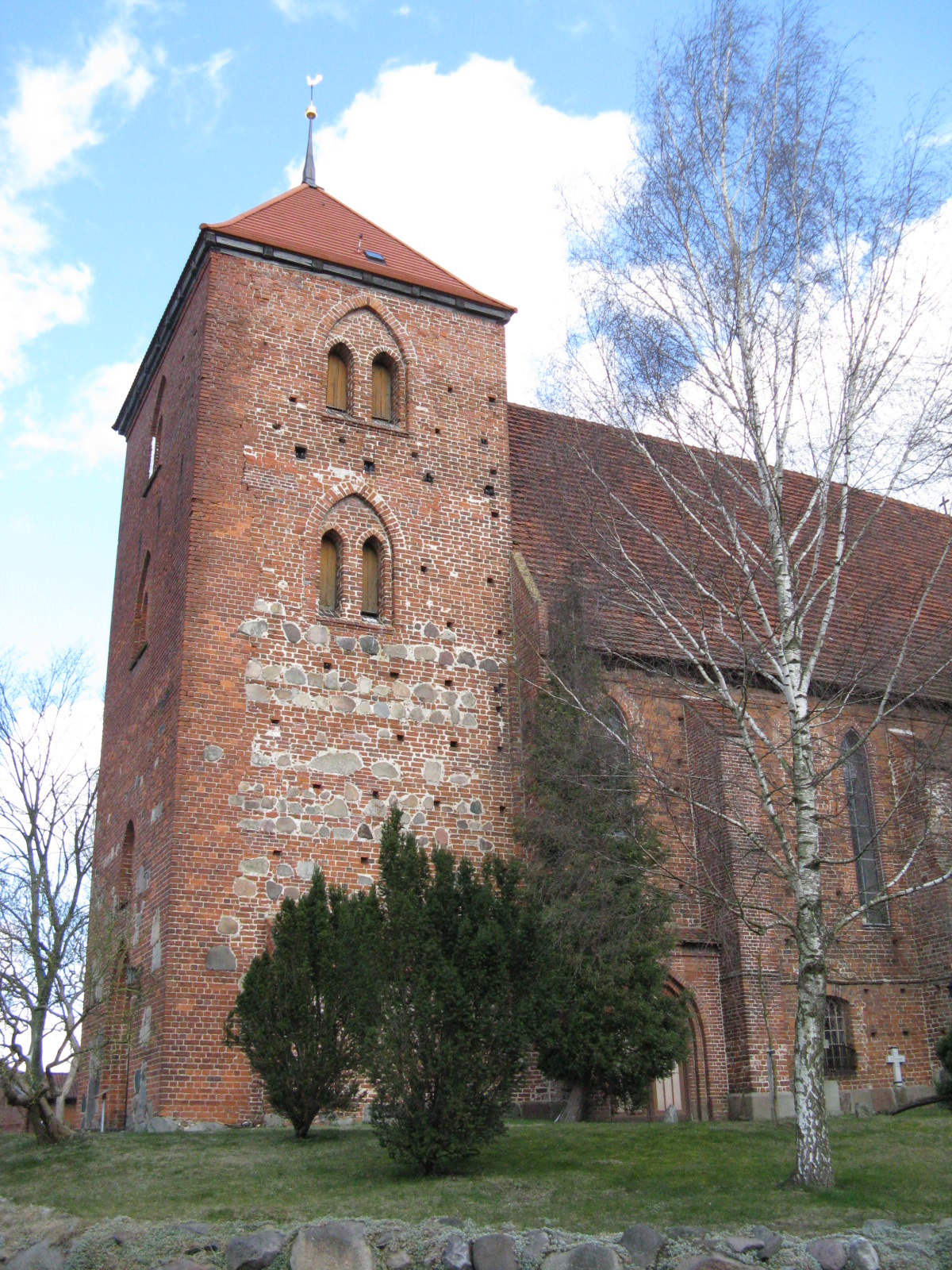
Iglesia de Goldberg